# Biblioteca Națională a Țărilor de Jos
Biblioteca Națională a Țărilor de Jos (în neerlandeză: Koninklijke Bibliotheek sau KB; Biblioteca Regală) are sediul la Haga și a fost fondată în anul 1798. Misiunea Bibliotecii Naționale a Țărilor de Jos, prezentată pe pagina Internet a bibliotecii, este de a oferi „acces la cunoașterea și cultura din trecut și din prezent prin furnizarea de servicii de înaltă calitate pentru cercetare, studiu și experiență culturală”.
Regele Louis Bonaparte a dat bibliotecii naționale în 1806 numele de Biblioteca Regală. Ea a fost cunoscută sub numele de Biblioteca Națională a Țărilor de Jos începând din anul 1982, când a fost inaugurat noul sediu. Instituția a devenit independentă față de stat în 1996, deși este finanțată în continuare de către Departamentul Educației, Culturii și Științei.
În 2004 Biblioteca Națională a Țărilor de Jos conținea aproximativ 3.300.000 de materiale, echivalentul a 67 de kilometri de rafturi. Cele mai multe materiale din colecție (2.500.000 de cărți sau 48 km de rafturi) erau cărți tipărite. Există, de asemenea, materiale ce fac parte din așa-numita „literatură gri”, în care autorul, editura sau data nu sunt cunoscute, dar documentul are o importanță culturală sau științifică. Colecția bibliotecii conține aproape întreaga literatură publicată în Țările de Jos de la manuscrise medievale până la publicații științifice moderne. Pentru ca un material să fie acceptat, trebuie să provină de la o editură înregistrată în Țările de Jos. Colecția bibliotecii este accesibilă doar pentru membri. Orice persoană cu vârsta de minim 16 ani poate deveni membru. Sunt disponibile, de asemenea, permise de o zi. Onorarea cererilor de materiale durează aproximativ 30 de minute. Biblioteca Regală întreține mai multe site-uri de acces gratuit, inclusiv „Memoria Țărilor de Jos” (Geheugen van Nederland).